# غيرالد غانيه
غيرالد غانيه هو موزع وملحن كندي، ولد في 14 أكتوبر 1926 في مونتريال في كندا، وتوفي بنفس المكان في 14 يناير 1961.